# Винтон (Айова)
Винтон (англ. Vinton) — город в США, административный центр округа Бентон штата Айова. Население — 4938 человек (2020).

## География
Винтон расположен по координатам 42°09′50″ с. ш. 92°01′34″ з. д. (42.164025, -92.026196). По данным Бюро переписи населения США в 2010 году город имел площадь 12,50 км², из которых 12,27 км² — суша и 0,23 км² — водоёмы.

### Климат
| Показатель                    | Янв.  | Фев. | Март | Апр. | Май  | Июнь | Июль | Авг. | Сен. | Окт. | Нояб. | Дек. | Год  |
| ----------------------------- | ----- | ---- | ---- | ---- | ---- | ---- | ---- | ---- | ---- | ---- | ----- | ---- | ---- |
| Средний суточный максимум, °C | −2,2  | 0,6  | 7,8  | 16,7 | 22,2 | 27,2 | 29,4 | 28,3 | 24,4 | 17,8 | 8,3   | 0,0  | 15,1 |
| Средний суточный минимум, °C  | −12,2 | −9,4 | −3,3 | 3,3  | 9,4  | 14,4 | 16,7 | 15,6 | 10,6 | 5,0  | −2,2  | −8,9 | 3,3  |
| Среднее число дней с осадками | 5     | 5    | 7    | 9    | 10   | 9    | 8    | 8    | 7    | 6    | 5     | 6    | 85   |

## Демография
| Год переписи | Нас. |  | %±    |
| ------------ | ---- |  | ----- |
| 1870         | 2460 |  | —     |
| 1880         | 2906 |  | 18,1% |
| 1890         | 2865 |  | −1,4% |
| 1900         | 3499 |  | 22,1% |
| 1910         | 3336 |  | −4,7% |
| 1920         | 3381 |  | 1,3%  |
| 1930         | 3372 |  | −0,3% |
| 1940         | 4163 |  | 23,5% |
| 1950         | 4307 |  | 3,5%  |
| 1960         | 4781 |  | 11%   |
| 1970         | 4845 |  | 1,3%  |
| 1980         | 5040 |  | 4%    |
| 1990         | 5103 |  | 1,3%  |
| 2000         | 5102 |  | 0%    |
| 2010         | 5257 |  | 3%    |
| 2020         | 4938 |  | −6,1% |

Согласно переписи 2010 года, в городе проживало 5257 человек в 2187 домохозяйствах в составе 1397 семей. Плотность населения составляла 421 человек/км². Было 2299 квартир (184/км²).
Расовый состав населения:
| - 97,8% — белых - 0,3% — чёрных или афроамериканцев - 0,3% — азиатов - 0,2% — коренных американцев |

К двум или более расам принадлежало 1,2%. Доля испаноязычных составила 1,0% всего населения.
По возрастному диапазону население распределялось следующим образом: 24,7% — лица младше 18 лет, 55,8% — лица в возрасте 18-64 лет, 19,5% — лица в возрасте 65 лет и старше. Медиана возраста жителя составила 40,3 года. На 100 человек женского пола в городе приходилось 89,7 мужчин; на 100 женщин в возрасте от 18 лет и старше — 86,1 мужчин также старше 18 лет.
Средний доход на одно домашнее хозяйство составил 61 104 доллара США (медиана — 48 930), а средний доход на одну семью — 76 268 долларов (медиана — 57 471). Медиана доходов составляла 46 187 долларов для мужчин и 25 074 доллара для женщин. За чертой бедности находилось 12,4% человек, в том числе 8,3% детей в возрасте до 18 лет и 7,5% лиц в возрасте 65 лет и старше.
Гражданское трудоустроенное население составляло 2381 человек. Основные области занятости: образование, здравоохранение и социальная помощь — 22,2%, розничная торговля — 15,0%, финансы, страхование и недвижимость — 10,1%, ученые, специалисты, менеджеры — 9,5%.